# Lion-Peugeot VY 2
Der Lion-Peugeot VY 2 war ein Personenkraftwagen von Lion-Peugeot.

## Beschreibung
Lion-Peugeot brachte das Modell 1908 als Nachfolger des Lion-Peugeot VY auf den Markt. Bis zur Produktionseinstellung im Jahre 1909 entstanden von den Modellen VY und VY 2 zusammen 142 Exemplare. Es gab keinen Nachfolger.

## Motor, Antrieb und Fahrleistungen
Für den Antrieb sorgte ein Einzylindermotor mit 1841 cm³ Hubraum und 12 PS Leistung. Der Motor war vorne im Fahrzeug montiert und trieb über eine Kette die Hinterachse an. Das Getriebe verfügte über drei Vorwärts- und einen Rückwärtsgang.
Die Höchstgeschwindigkeit war mit 40 bis 50 km/h angegeben.

## Abmessungen und Aufbauten
Bei einem Radstand von 2,12 m und einer Spurweite von 1,15 m war das Fahrzeug 2,95 m lang, 1,4 m breit und 1,35 m hoch. Zur Wahl standen die Karosserieversionen Phaeton und Monoposto.